# Krebsbachaue
Krebsbachaue ist ein mit Verordnung des Regierungspräsidiums Stuttgart vom 29. März 1994 ausgewiesenes Naturschutzgebiet mit der Nummer 1.201 und ein ergänzendes Landschaftsschutzgebiet. 

## Lage
Das Natur- und Landschaftsschutzgebiet befindet sich im Tal des Krebsbaches im Naturraum Obere Gäue. Es liegt südlich der Gemeinde Ehningen und etwa 1000 Meter östlich der Gemeinde Gärtringen. Das Landschaftsschutzgebiet Nr. 1.15.085  grenzt im Westen an das NSG.

## Schutzzweck
Laut Verordnung ist der Schutzzweck: 
- die Erhaltung der vielfältigen Feuchtgebietsstrukturen und extensiv genutzten Feuchtwiesen als Lebensraum für eine vielfältige Pflanzenwelt und seltener, vom Aussterben bedrohter Tierarten;
- die Förderung des Gebietes durch eine regelmäßige Pflege der Feuchtflächen und durch eine Extensivierung der landwirtschaftlich genutzten Flächen;
- die Erhaltung des Landschaftsbildes der Talaue.

## Flora und Fauna
Im Gebiet wurden bisher 200 Pflanzenarten festgestellt. Hervorzuheben sind die Arten Trollblume, Braun-Segge, Filz-Segge und Schild-Ehrenpreis. Unter den selteneren Brutvogelarten müssen Braunkehlchen, Teichrohrsänger und Kiebitz genannt werden. Vor dem Bau der Bundesautobahn 81 in der Mitte der 1970er Jahre hatte der Kiebitz im Bereich des heutigen Schutzgebiets ein sehr großes Brutgebiet. Eine faunistische Besonderheit unter den Heuschrecken stellt die Sumpfschrecke dar.